# Hevel Lakhish
Hevel Lakhish (en hebreo: חבל לכיש‎, lit. región del Lakhish) es una región del centro-sur de Israel. Parte de la Shephela sur y se encuentra entre las montañas de Judea y el mar Mediterráneo y lleva el nombre de la bíblica ciudad de Lajish.

Tras la guerra árabe-israelí de 1948, tres kibutz fueron fundados en la zona - Gal On, Gat y Negba. 
La zona está cubierta por tres concejos regionales - Lakhish, Shafir y Yoav - y una ciudad, Kiryat Gat.